# 奥迦斯
奥迦斯（Orcus）是罗马神话中的死神，经常会被视为与黑帝斯是同一神祇。有时会出现在大地上和人杀斗，有些传说中他有黑色的翅膀。
同時也是誓約之神，違背誓言者將被他懲罰。